# Fiesta de la Vendimia (Uruguay)
La 'Fiesta de la Vendimia' comprende una serie de actividades que celebran la cosecha de uvas viníferas en la zona vitícola que comprende el suroeste de los departamentos de Canelones y Montevideo en Uruguay. Estos son considerados los suelos más fértiles y de mayor productividad, así como los que están sometidos a mayor tecnificación e industrialización para los viñedos en Uruguay. Es la zona donde se asienta la mayor cantidad de actividad agrícola del país.

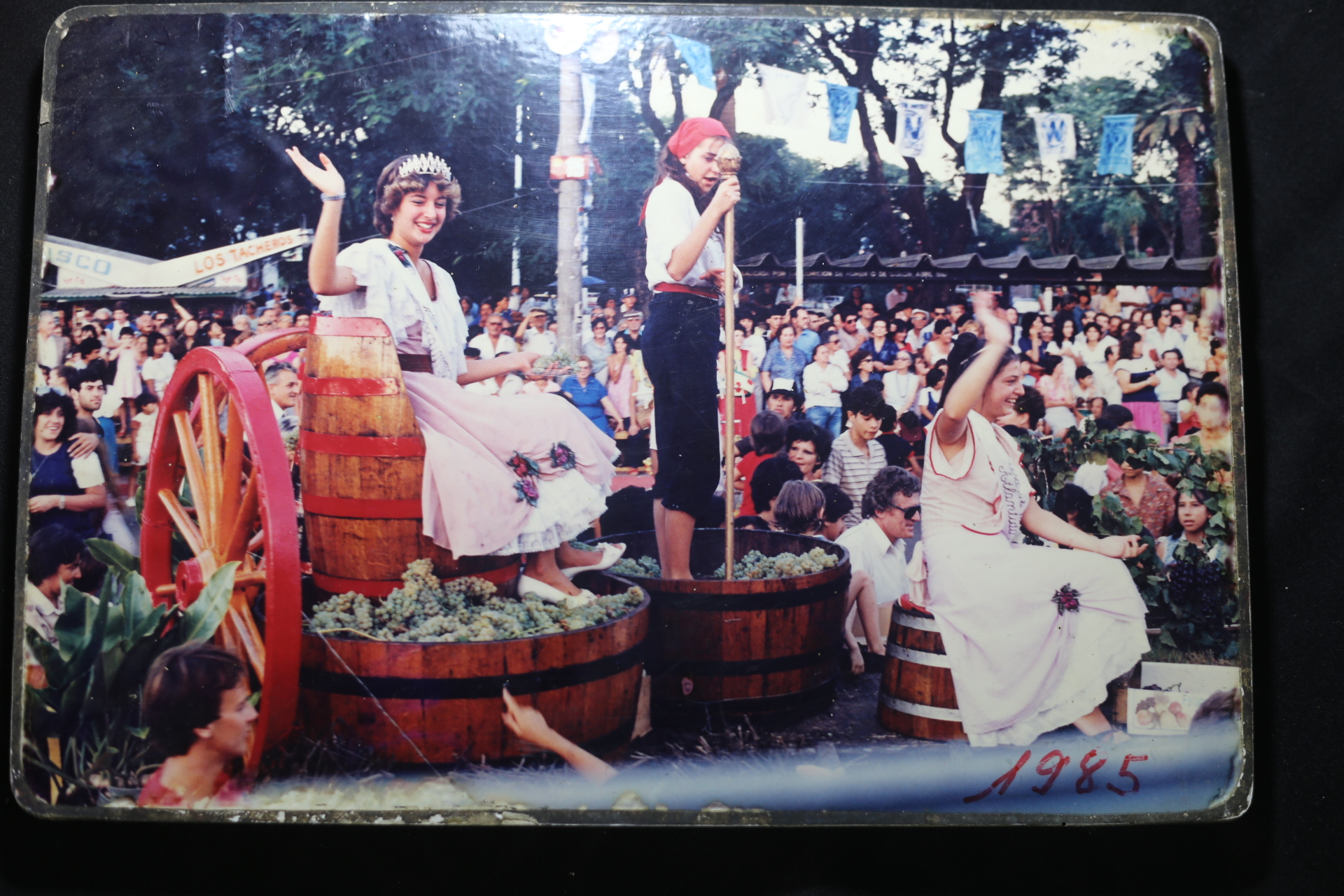
Carro en la Fiesta de la Vendimia año 1985

La actividad de la vendimia requiere que, en un corto periodo de tiempo, exista una gran cantidad de mano de obra, por lo que suelen llegar trabajadores de todo el país e incluso de países limítrofes. 

## Desfile de la Vendimia en Las Piedras
El 'Desfile de la Vendimia' consiste en una serie de actividades que celebran la cosecha de uvas viníferas en las zonas rurales de Las Piedras, Canelones, al sur de Uruguay. El desfile se realiza desde el año 1942, y se mantiene la tradición de realizarlo en el municipio de Las Piedras, zona designada por la Ley Nº 18.088 como “La Capital de la Uva y el Vino”. Dicha ley declaró de interés nacional el Turismo Enológico y la realización del Día de la Vendimia.Estos lugares son considerados unos de los suelos más fértiles y de mayor productividad, así como los que están sometidos a mayor tecnificación e industrialización.
La elección de las reinas de la vendimia a nivel local y a nivel nacional tienen lugar en los últimos meses del año y comprenden la votación por parte de jurados integrados por las personalidades más destacadas de las localidades de la zona suroeste de Uruguay.

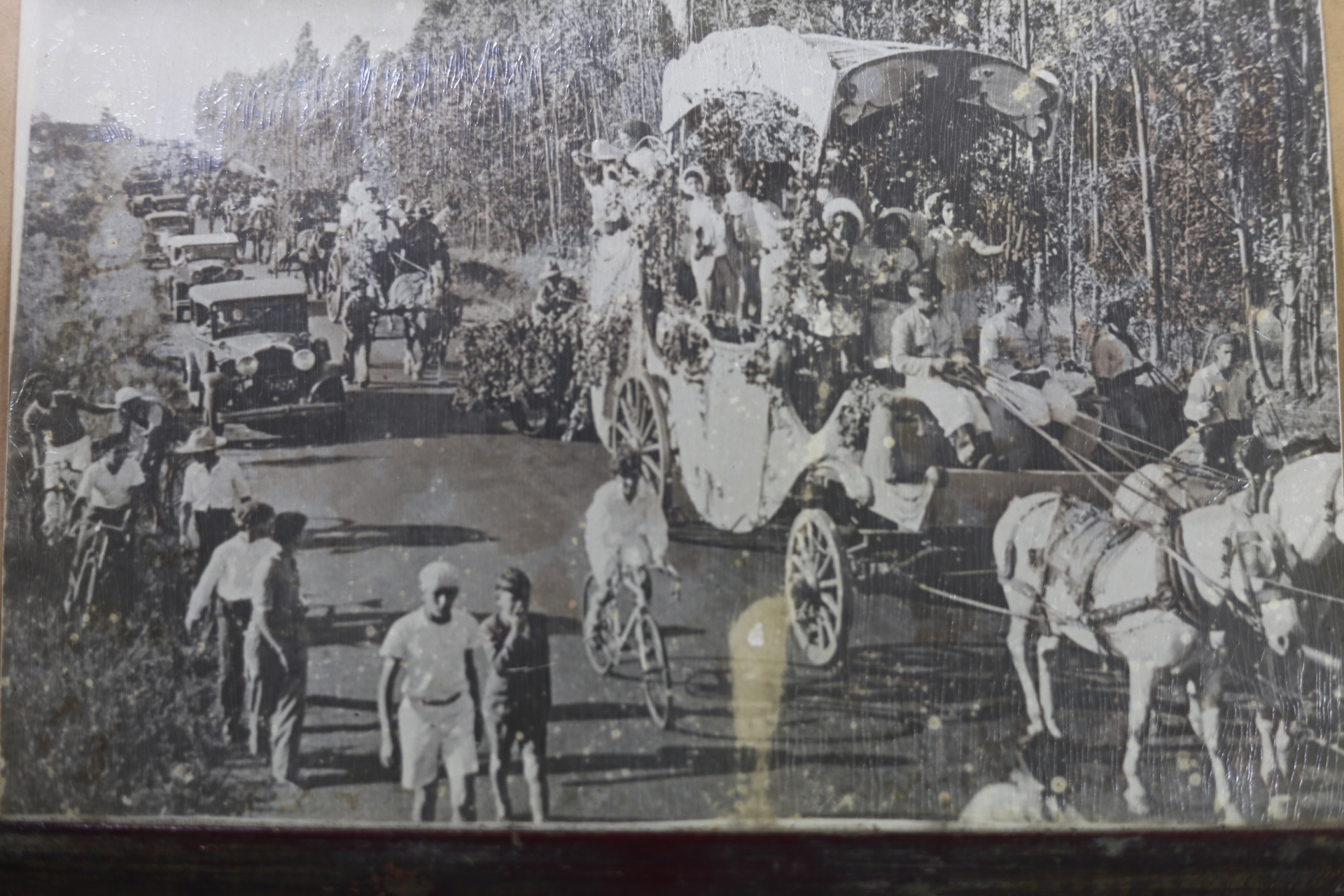
Primera Fiesta de la Vendimia (Uruguay), año 1942.

En la primera semana de marzo, tienen lugar una serie de celebraciones en relación con la cosecha de uvas, entre ellas un Desfile de la Vendimia de carros alegóricos con las reinas y princesas elegidas en las distintas localidades participantes de las fiestas: Melilla, La Paz, Las Piedras, San Ramón, San Bautista, San Antonio, Canelón Chico, Progreso y Santa Teresa en el que las reinas y princesas elegidas tiran racimos de uva a la gente en la ciudad de Las Piedras. 

## Los Caminos del Vino

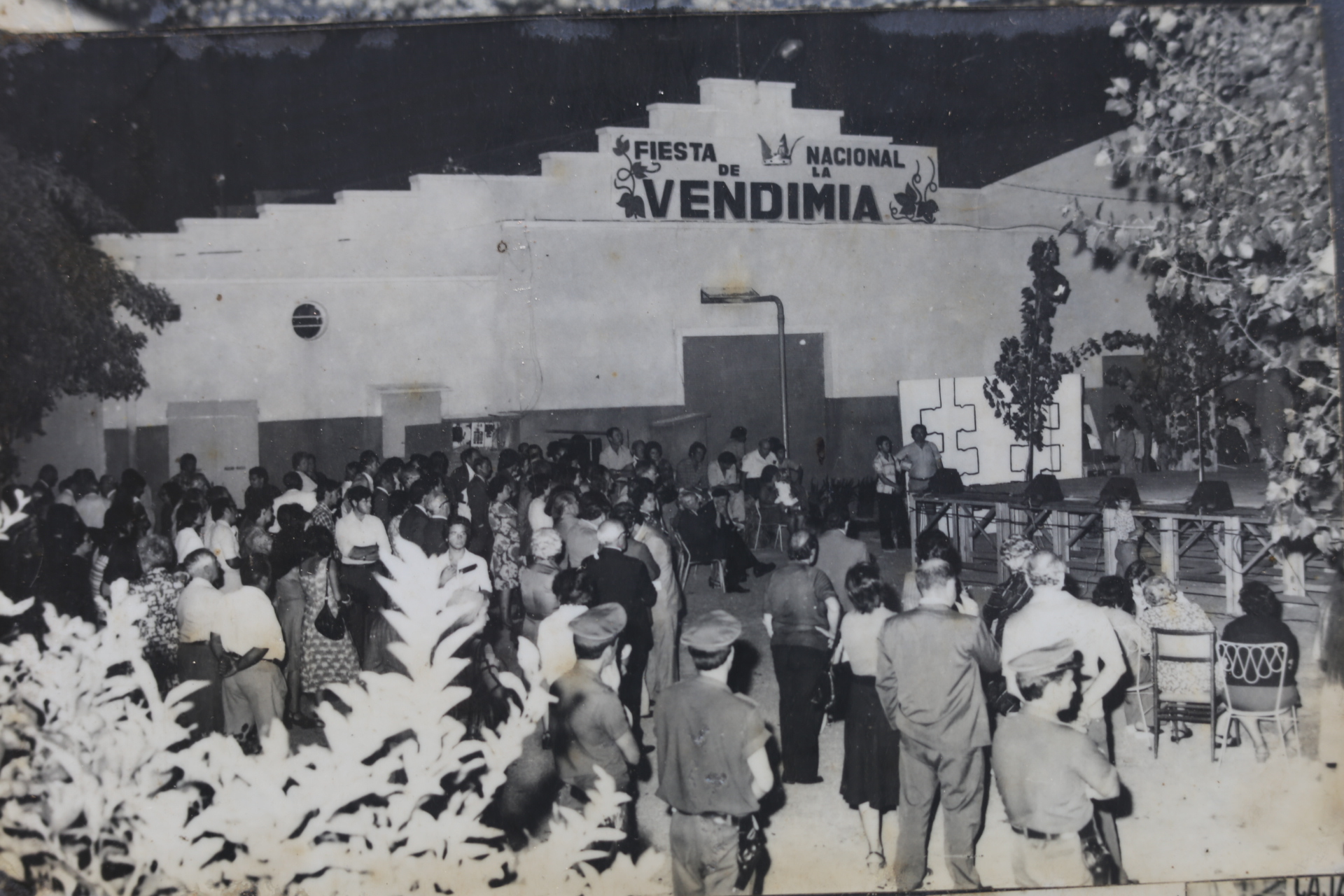
Fiesta de la Vendimia durante la Dictadura Cívico Militar Uruguaya, 1976.

La celebración de Los Caminos del Vino, en el que las bodegas abren sus puertas para que la gente participe de la cosecha, deguste vinos con propuestas gastronómicas.

## Vendimia de Uruguay en 2013
Lanzamiento de La Fiesta Nacional de La Vendimia 2013 en el Club Solís de Las Piedras el martes 8 de marzo de 2013.
Elección de la Reina de la Vendimia 2013 en el Parque Tecnológico Canario en Las Piedras el sábado 12 de marzo de 2013.
Los Caminos del Vino, celebración del 3.er. Festival de la Vendimia el sábado 12 de marzo de 2013.

## Vendimia de Uruguay en 2023
La fiesta se desarrolló en la plaza José Batlle y Ordóñez de la ciudad de Las Piedras, durante los días 11 y 12 de marzo de 2023. Se realizó el tradicional desfile de carros así como la elección de la representante de la fiesta a nivel nacional.